# 제왕학
제왕학(帝王學)은 왕가나 전통있는 가족 · 가계 등의 특별한 지위의 후계자에 대한, 어린 시절부터 상속자를 상속할때까지 하는 특별 교육을 말한다. 학과 이름은 붙어 있지만 명확한 정의가 있는 학문이 아니며 일반인의 교육에 해당하지 않는다.

## 해설
구체적으로 규명한 리더십론이라고 할 것이다. 경영 방법이나 부하를 통제하는 방법과 제한적인 것이 아니라 다양한 폭 넓은 지식 · 경험 · 작법 등 후계자로서의 개성과 인간 형성에 이르기까지를 포함한 전인적 교육이다. 또한 소위 학교에서 이루어지는 교육의 개념과는 근본적으로 달라서 자신의 가족을 후세에 살아 번영시키겠다는 사명감을 심어주는 것을 목적으로 하고 있다. 공교육이 국민, 학생, 사회의 일원을 기르는 것을 목표로 한다면, 제왕학은 가문을 수성하고 번영시키는 것을 목적으로 하기 때문이다.

## 제왕학의 기본
협의의 제왕학은 태어날 때부터 제왕의 보좌에 앉을 운명에 있는 자의 교육을 말한다.
예를 들면 황제가 그 입장이라면 황실의 제왕학은 왕통을 어떻게 유지하고 후대들에게 전달하거나의 보호에 있다고 해석된다. 새로운 무언가를 실천하는 것이 아니라, 어디 까지나 전통을 답습하는 것이다. ~하라 아니고, ~하지 말라는 이른바 "수성"을 존중한 제왕학이다. 물론 경력 역사와 전통의 차이로 인해 그렇지 않은 제왕학도 세계에 존재하는 것으로 보인다.
- 상벌을 분명히하고 애증(愛憎)에 휘둘리지 말라.
- 모두에게 공평하게, 호오(好悪)를 기울게 하면 안된다.
- 만사에 혹닉(惑溺)하여 순위를 보내지 말라.
- 천자는 희노(喜怒)를 삼가하고 표정으로 내보이지 말라. 등등

또한, 위와 같은 왕실 · 궁정 등에서의 "제왕학"외에, 현대에서는 정치인과 기업가 2세 또는 차기 지도자에 대해 "제왕학"이 실시되는 경우도 있다. 권력 · 재력을 가지고 있는 자가 그 힘을 자각하고 유지하면서 정당하게 행사하는 다양한 행동 · 표현의 노하우 같은 것이라 할 수 있다.   
. 

## 같이 보기
- 왕가
- 황실
- 리더쉽
- 세습

제왕학 관련 문헌
- 성학집요 (한국)
- 한비자 (중국)
- 자치통감 (중국)
- 정관정요 (중국)
- 송명신 언행록 (중국)
- 군주론 (이탈리아)
- 아르타 샤스트라 (인도)